# リック・ジョンソン
リック・ジョンソン（Rick Johnson、1964年7月6日 - ）は、アメリカ・カリフォルニア州エルカホン出身のオートバイ・モトクロスライダー。AMAスーパークロス・AMAモトクロスチャンピオン。1980年代を代表するモトクロスライダーのひとりである。ニックネームは「バッドボーイ」「RJ（アールジェー）」。

## 略歴
初めて日本で開催されたジャパンスーパークロス、1982年11月23日後楽園スタヂアムで自らのスーパークロス初優勝を経験する。
1983年、ヤマハワークス入り。1986年、ホンダワークスに移籍。圧倒的な速さでライバル、ジェフ・ワードとチャンピオン争いを繰り広げるが1989年、AMAスーパークロス開幕から7連勝中に練習で右手の甲を骨折、この怪我が原因で1991年シーズン途中で引退。怪我により微妙なアクセルワークができなくなったと語っていた。
引退後はミッキートンプソンオフロードグランプリのスタジアムトラックレースで優勝も経験。NASCARスーパートラックにも参戦した。
　

## 戦績
- 1981年 - AMAモトクロス125 ランキング7位
- 1982年 - AMAスーパークロス250 ランキング11位
  - AMAモトクロス250 ランキング2位
- 1983年 - AMAスーパークロス250 ランキング14位、ルーキー・オブ・ザ・イヤー
  - AMAモトクロス250 ランキング6位
- 1984年 - AMAスーパークロス250 ランキング3位
  - AMAモトクロス250 チャンピオン
- 1985年 - AMAスーパークロス250 ランキング1位
  - AMAモトクロス250 ランキング3位
- 1986年 - AMAスーパークロス250 チャンピオン
  - AMAモトクロス250 チャンピオン
  - AMAモトクロス500 ランキング2位
- 1987年 - AMAスーパークロス250 ランキング2位
  - AMAモトクロス250 チャンピオン
  - AMAモトクロス500 チャンピオン
- 1988年 - AMAスーパークロス250 チャンピオン
  - AMAモトクロス250 ランキング2位
  - AMAモトクロス500 チャンピオン
- 1989年 - AMAスーパークロス250 ランキング9位
  - AMAモトクロス250 ランキング14位
  - AMAモトクロス500 ランキング3位
- 1990年 - AMAスーパークロス250 ランキング14位
  - AMAモトクロス250 ランキング10位
  - AMAモトクロス500 ランキング4位
- 1991年 - AMAスーパークロス250 ランキング18位